# Срок годности
Срок годности (UBD англ. Use By Date; expiration date) — время хранения продуктов питания и др., в течение которого они остаются безопасными для употребления; может обозначаться датой, когда этот срок истекает (вместе с датой производства).

## Пищевая продукция
На территории стран-участниц Евразийского экономического союза маркировка упакованной пищевой продукции должна содержать срок годности (за исключением продукции, произведенной организациями общественного питания в процессе оказания ими услуг, а также продукции, производство которой осуществляется физическими лицами в личных подсобных хозяйствах).
По истечении срока хранения мёд, например, может потемнеть или засахариться (стать не таким, каким он был сразу после изготовления), однако он всё ещё безопасен; если же истёк срок годности, то употреблять такой продукт нельзя.

## Медикаменты

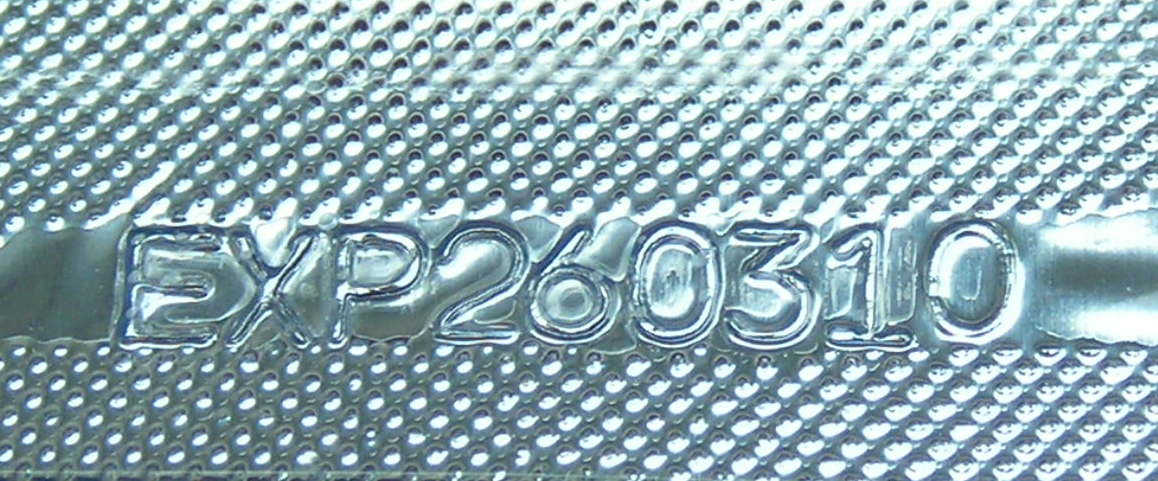
Срок годности, указанный на упаковке блистере таблеток

В интервью врач-токсиколог, научный журналист Алексей Водовозов на вопрос о возможности принимать лекарства после окончания срока годности сообщил:

Это очень сильно зависит от лекарственной формы. Дольше всего можно хранить таблетки в запечатанной, не вскрытой упаковке и герметично упакованные настойки на спирту. А меньше всего хранятся глазные капли и ампульные препараты для инъекций.
Но если мы говорим о таблетках, то этот срок годности именно ориентировочный. Потому что таблетированный препарат в закрытой упаковке с ненарушенной фольгой в подавляющем большинстве случаев сохраняет все свои свойства еще столько же лет. То есть мы можем смело умножать срок годности на два. Конечно, если препарат хранится в герметической упаковке, в прохладном темном месте.
Но как только мы открыли флакон с таблетками, то после этого момента таблетки можно хранить только один год, даже если на упаковке написано, что их срок хранения еще 5 лет. Поскольку при вскрытии мы даем доступ кислороду и микроорганизмам, которые есть в воздухе.
Еще у нас есть лекарственные вещества в форме мазей. Чтобы оценить, насколько их можно использовать после окончания срока годности, нужно посмотреть на состояние основы. Если у нее изменилось текучесть, она расслаивается или пахнет не так, как должна, то это признаки того, что мазь испортилась. Но в целом и гели, и мази, которые хранились в герметичных тубах, мы тоже можем использовать за пределами их срока годности. А вот если мы их открыли, то использовать их можно только в течение года. Исследование сроков годности — это интересная область медицины, все это активно изучается, и есть масса публикаций об этом.

## Законодательство РФ
Пункт 4 статьи 5 Закона РФ «О защите прав потребителей» от 07.02.1992 № 2300-1 гласит:

Срок годности — период, по истечении которого товар (работа) считается непригодным для использования по назначению. Изготовитель (исполнитель) обязан устанавливать срок годности на продукты питания, парфюмерно-косметические товары, медикаменты, товары бытовой химии и иные подобные товары (работы).

Пункт 5 статьи 5 закона запрещает продажу товаров, на который не установлен, но при этом должен быть установлен срок годности, а также товаров по истечении установленного срока годности.
Статьи 472—473 Гражданского кодекса РФ гласят:

Товар, на который установлен срок годности, продавец обязан передать покупателю с таким расчетом, чтобы он мог быть использован по назначению до истечения срока годности, если иное не предусмотрено договором. <…>
Срок годности товара определяется периодом времени, исчисляемым со дня его изготовления, в течение которого товар пригоден к использованию, либо датой, до наступления которой товар пригоден к использованию.